# Anemone oregana
Anemone oregana es una planta herbácea de la familia de las ranunculáceas. Es nativa de los bosques de la costa oeste de los Estados Unidos. 

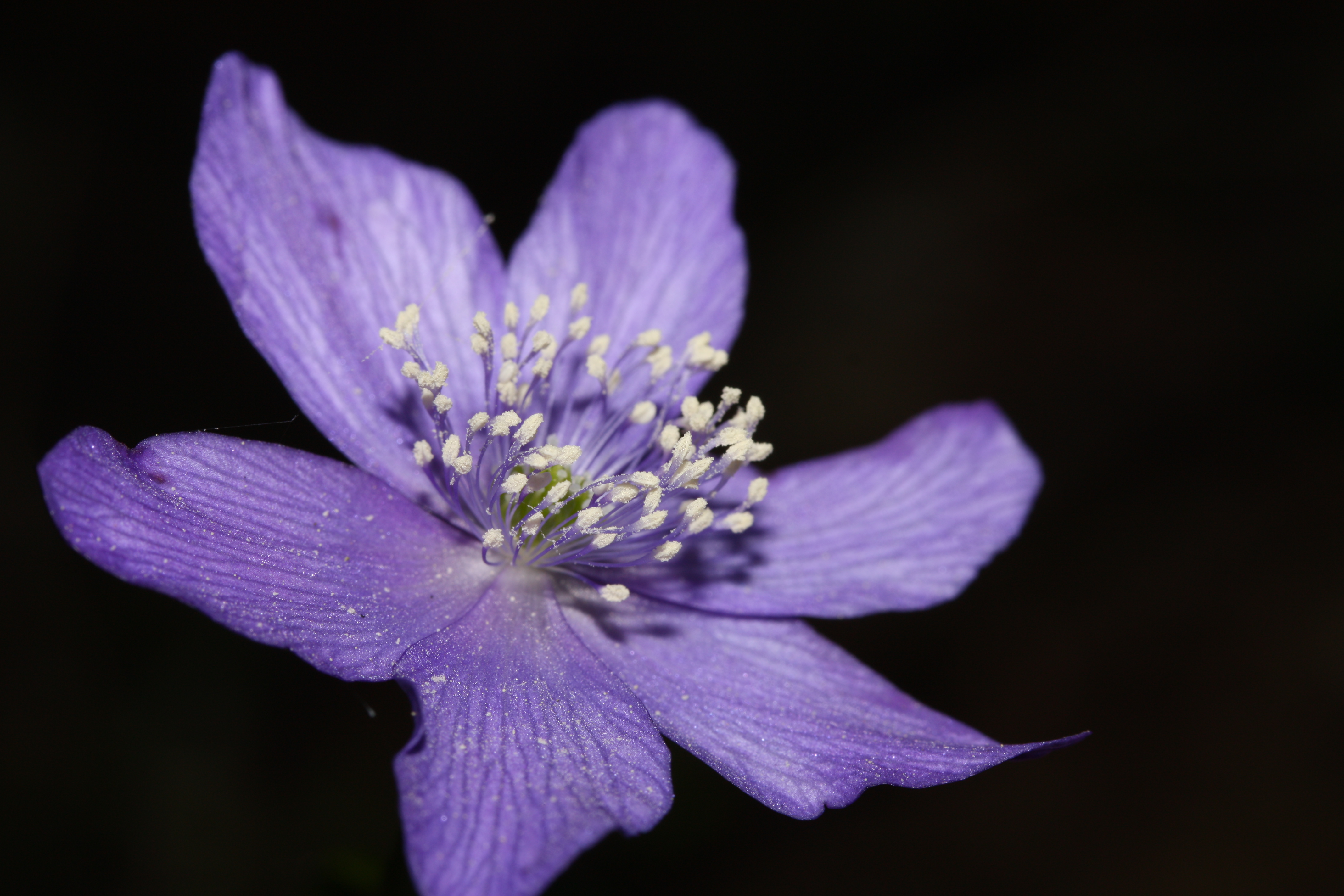
Detalle de la flor

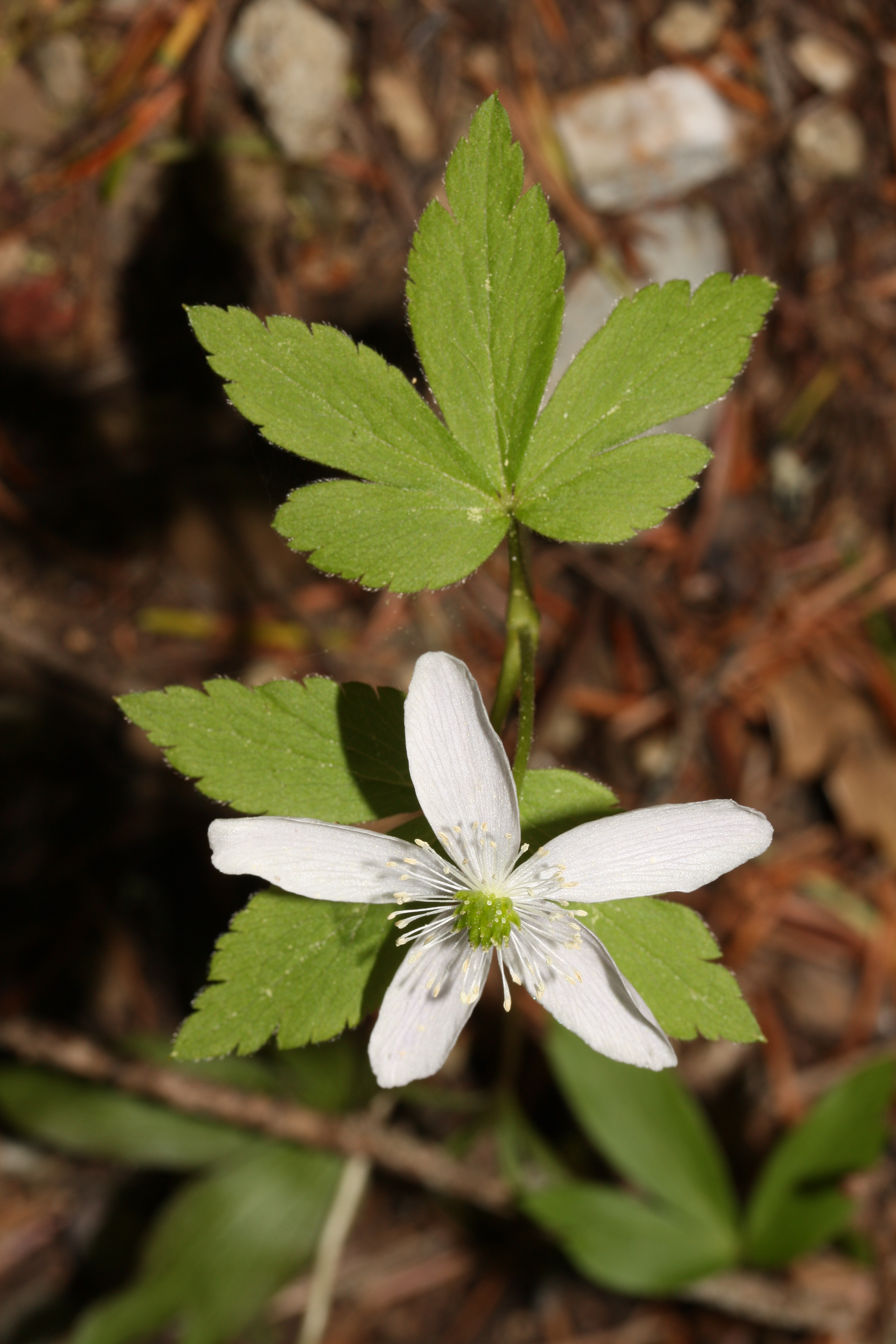
Vista de la planta con flor

## Descripción
Esta es una hierba perenne que crece de un grueso rizoma alcanzando una altura máxima de 25 a 30 centímetros. Normalmente tiene una sola hoja basal compuesta de tres hojas grandes en un largo peciolo. A veces tiene más hojas a lo largo de todo el tallo desnudo. La inflorescencia tiene tres brácteas semejantes a hojas y una flor única. La flor no tiene pétalos, sino de 5 a 7 sépalos como pétalos  de varios colores, generalmente de color azul o púrpura rojizo, pero en ocasiones, rosa, blanco o bicolor. En el centro de la flor tienen hasta 75 delgados estambres . El fruto es un racimo de aquenios .

## Taxonomía
Anemone oregana, fue descrita  por Asa Gray y publicado en Proceedings of the American Academy of Arts and Sciences 22(2): 308, en el año 1887.
Etimología
El nombre del género Anemone viene del griego ἄνεμος (anemos, que significa viento), por una antigua leyenda que dice que las flores sólo se abren cuando sopla el viento. 
oregana: epíteto geográfico que alude a su localización en Oregón.
Sinonimia
- Anemone adamsiana Eastw.
- Anemone adamsiana var. minor Eastw.
- Anemone felix M.Peck
- Anemone nemorosa var. grayi Greene
- Anemone nemorosa var. oregana (A.Gray) Ulbr.
- Anemone quinquefolia var. grayi (Behr ex Kellogg) Jeps.
- Anemone quinquefolia subsp. grayi (Behr. & Kellogg) A.E.Murray
- Anemone quinquefolia var. minor (Eastw.) Munz
- Anemone quinquefolia var. oregana (A.Gray) B.L.Rob.
- Anemonoides felix (Peck) Holub
- Anemone adamsiana var. adamsiana
- Anemonoides oregana (A. Gray) Starod[2]